# جوانا هاگ
جوانا هاگ (انگلیسی: Joanna Hogg؛ زادهٔ ۲۰ مارس ۱۹۶۰) فیلم‌ساز اهل بریتانیا است. وی از سال ۱۹۸۶ میلادی تاکنون مشغول فعالیت بوده‌است. از آثار او می‌توان سوغات را نام برد.

## فیلم‌شناسی

### سینما
| سال  | عنوان       | کارگردان | نویسنده | تهیه‌کننده | یادداشت‌ها  |
| ---- | ----------- | -------- | ------- | --------- | ---------- |
| ۱۹۸۶ | هوس         | آری      | آری     | نه        | فیلم کوتاه |
| ۲۰۰۷ | بی‌ربط       | آری      | آری     | نه        |            |
| ۲۰۱۰ | مجمع‌الجزایر | آری      | آری     | نه        |            |
| ۲۰۱۳ | نمایشگاه    | آری      | آری     | نه        |            |
| ۲۰۱۹ | سوغات       | آری      | آری     | آری       |            |
| ۲۰۲۱ | سوغات ۲     | آری      | آری     | آری       |            |
| ۲۰۲۲ | دختر ابدی   | آری      | آری     | آری       |            |

### تولیدات تلویزیونی
- گوشت + خون (مینی‌سریال برای شبکه نتورک ۷) کانال ۴ (۱۹۸۸)
- کرزپلات (۶ قسمت) کانال ۴ (۱۹۹۱)
- رقص هشت بی‌بی‌سی (۱۹۹۲)
- رفتن به زیرزمین کانال ۴(۱۹۹۲)
- واحه (درام ۱۰ قسمتی) تلویزیون کارلتون (۱۹۹۲)
- پل لندن تلویزیون کارلتون (۱۶ قسمت ۱۹۹۵–۱۹۹۶)
- زنده ماندن (۲ قسمت) LWT (۱۹۹۷)
- حادثه (مجموعه تلویزیونی) بی‌بی‌سی (۱۹۹۷–۱۹۹۸)
- آتش‌نشانان لندن LWT (۱۹۹۹)
- رسیدن به ماه (۳ قسمت) LWT (۲۰۰۰)
- ایست‌اندرز: داستان نقطه بی‌بی‌سی (۲۰۰۳)